# 六方最密充填構造

六方最密充填構造の模式図。左下図が単位格子を示す。

六方最密充填構造と面心立方格子構造

六方最密充填構造と面心立方格子構造

六方最密充填構造（ろっぽうさいみつじゅうてんこうぞう、hexagonal close-packed, hcp）とは、結晶構造の一種である。学術用語では、稠密六方格子構造（ちゅうみつろっぽうこうしこうぞう）、または単に六方格子構造などと呼ばれる。
六方最密充填構造は一般に正六角柱で表し、この正六角柱の上面および底面の各角および中心と、六角柱の内部で高さ 1/2 のところに 3 つの原子が存在する。底面の中心に位置する原子は、底面の角の 6 原子および上下の各 3 原子（計 12 原子）と接しており、最密充填構造となっている。また、原子の最稠密面をABAB…（A, Bは原子の位置の種類を示す）の順に重ねた構造と表現することもできる。充填率は立方最密充填構造（面心立方格子構造）と等しいが、別の構造である。

## 概要
- 充填率 : 74 %（{\displaystyle ={\frac {\pi }{3{\sqrt {2}}}}}、最密充填）
- 最近接原子数（配位数） : 12 個
- 最近接原子間距離 = 格子定数 a
- 単位格子中の原子の数 : 2 個（{\displaystyle =4\times {\frac {1}{12}}+4\times {\frac {1}{6}}+1}）
- 六方最密充填構造に含まれる原子の数 : 6 個（{\displaystyle =2\times 3}）
- 六方最密充填構造の単位格子は、正六角柱を縦に 3 等分してできる菱形柱である（「結晶格子」の「六方晶」を参照）。単位格子に含まれる原子数は 2 個であるから、六方最密充填構造には 6 個の原子が含まれる。
- 結晶内のすべり面の数が限られているので、硬くてもろく、常温では塑性変形しにくい金属が多い。
- 六方最密構造という結晶構造はあるが、六方最密格子なるものは存在しない。格子と結晶構造は別物であり、明確に区別して呼ばなければならない。

## 常温で六方最密充填構造をとる元素
球対称の原子を充填した理想的な六方最密充填構造では格子定数の軸率は {\displaystyle {\frac {c}{a}}={\frac {2{\sqrt {2}}}{\sqrt {3}}}=1.633} となるが、実在の金属では異方性があり厳密な意味での六方最密充填構造を取る金属は存在しない。マグネシウムは比較的理想的な格子に近く軸率は c/a = 1.624 であるが、亜鉛では c/a = 1.856 と異方性が高くなる。しかし一般的にはすべて六方最密充填構造と分類している。なお、ランタン(La)、プラセオジム(Pr)、ネオジム(Nd)、プロメチウム(Pm)は六方晶ではあるが、最稠密面をABACの順に 4 層ずつ繰り返す複六方最密構造と呼ばれる特殊な構造であり六方最密充填構造ではない。
- ベリリウム(Be)
- マグネシウム(Mg)
- スカンジウム(Sc)
- チタン(Ti)
- コバルト(Co)
- 亜鉛(Zn)
- イットリウム(Y)
- ジルコニウム(Zr)
- テクネチウム(Tc)
- ルテニウム(Ru)
- カドミウム(Cd)
- ガドリニウム(Gd)
- テルビウム(Tb)
- ジスプロシウム(Dy)
- ホルミウム(Ho)
- エルビウム(Er)
- ツリウム(Tm)
- ハフニウム(Hf)
- レニウム(Re)
- オスミウム(Os)